# Alice bor inte här längre
Alice bor inte här längre (originaltitel: Alice Doesn't Live Here Anymore) är en amerikansk film från 1974 i regi av Martin Scorsese.

## Handling
Alice Hyatt har efter sin makes död ensam ansvar för den gemensamme sonen Tommy. På vägen till sin födelseort i Kalifornien jobbar hon i en liten bar som sångare. Där träffar hon Ben, men på grund av hans våldsamma beteende blir de tvungna att flytta till Tucson i Arizona. Där träffar Tommy sin första kärlek och även Alice har en romans med bonden David. Trots att hon blir mobbad av kollegerna i snabbmatsrestaurangen stannar Alice längre än hon hade tänkt sig.

## Om filmen
- Huvudrollen var egentligen påtänkt för Diana Ross och även Barbra Streisand tackade nej till fimen då hon kände sig för ung
- Med filmens internationella framgång fick Scorsese möjligheten att arbeta med Taxi Driver

## Rollista (urval)
- Ellen Burstyn - Alice Hyatt
- Harvey Keitel - Ben
- Diane Ladd - Flo
- Kris Kristofferson - David
- Jodie Foster - Audrey

## Utmärkelser
- Filmen fick fem BAFTA.
- Filmen var nominerad för tre Oscar och vann utmärkelsen för bästa kvinnliga huvudroll för Ellen Burstyn. Hon ansåg sig inte värdig priset då hon menade att Liv Ullmann gjorde en bättre prestation i Scener ur ett äktenskap och var inte närvarande vid galan. Därför hämtade Scorsese statyetten.
- Filmen visades 1975 i Cannes men utanför tävlingen.